# Mowrystown (Ohio)
Mowrystown es una villa ubicada en el condado de Highland en el estado estadounidense de Ohio. En el Censo de 2010 tenía una población de 360 habitantes y una densidad poblacional de 284,25 personas por km².

## Geografía
Mowrystown se encuentra ubicada en las coordenadas 39°2′33″N 83°45′8″O / 39.04250, -83.75222. Según la Oficina del Censo de los Estados Unidos, Mowrystown tiene una superficie total de 1.27 km², de la cual 1.25 km² corresponden a tierra firme y (1.43%) 0.02 km² es agua.

## Demografía
Según el censo de 2010, había 360 personas residiendo en Mowrystown. La densidad de población era de 284,25 hab./km². De los 360 habitantes, Mowrystown estaba compuesto por el 99.72% blancos, el 0% eran afroamericanos, el 0% eran amerindios, el 0% eran asiáticos, el 0% eran isleños del Pacífico, el 0% eran de otras razas y el 0.28% pertenecían a dos o más razas. Del total de la población el 0% eran hispanos o latinos de cualquier raza.